# Сьвіняри (Мендзижецький повіт)
Сьвіняри (пол. Świniary, нім. Schweinert) — село в Польщі, у гміні Сквежина Мендзижецького повіту Любуського воєводства.
Населення — 405 осіб (2011).

## Демографія
Демографічна структура станом на 31 березня 2011 року:
|          | Загалом | Допрацездатний вік | Працездатний вік | Постпрацездатний вік |
| -------- | ------- | ------------------ | ---------------- | -------------------- |
| Чоловіки | 202     | 38                 | 143              | 21                   |
| Жінки    | 203     | 37                 | 114              | 52                   |
| Разом    | 405     | 75                 | 257              | 73                   |